# Musikåret 1936

## Händelser
- Februari – Danska skivbolaget Tono startas.[1]
- 22 februari – Premiär för Natanael Bergs opera Judith på Kungl Teatern, Stockholm.
- 20 november – Ture Rangströms fjärde symfoni Invocatio uruppförs under ledning av tonsättaren.
- 30 november – På Evert Taubes initiativ bildas samfundet "Visans vänner" i Sverige [2].
- okänt datum – Svenska skivbolaget "Parad" slutar ge ut skivor.[3]
- okänt datum – Svenska skivbolaget Sonoras jazzskivmärke "Sonora Swing" startas.[4]
- okänt datum – Svenska skivbolaget Toni startas.[5]

## Årets singlar och hitlåtar
Vänligen sortera soloartister på efternamn, musikgrupper på förstabokstaven (utan engelskans "The" och "A")
- Karl Gerhard – Nu ska vi vara snälla [6]
- Edvard Persson – En liten vit kanin [7]
- 65, 66 och jag – I filmen med samma namn sjungen av Elof Ahrle, Carl Hagman och Thor Modéen. På skivmärket Toni utkom den med Vagabonds dragspelsorkester och refrängssång av Bertil Berglund redan samma år, men övriga inspelningar kom först året därpå.

## Årets sångböcker och psalmböcker
- Evert Taube – Ultra Martin [8]

## Födda
- 30 januari – Rune Zetterström, svensk operasångare.
- 15 mars – Howard Greenfield, amerikansk textförfattare (Oh Carol, Breaking Up Is Hard To Do).
- 23 april – Roy Orbison, amerikansk rock-and-roll-sångare.
- 29 april – Zubin Mehta, indisk orkesterledare (dirigent) inom klassisk musik.
- 1 maj – Hasse Wallman, svensk kompositör, sångtextförfattare, regissör, manusförfattare, produktionsledare och direktör.
- 2 maj – Engelbert Humperdinck, musiker.
- 22 maj – Bertil Englund, svensk sångare.
- 10 juli – Anne-Lie Kinnunen, svensk sångerska och skådespelare.
- 7 september – Buddy Holly, amerikansk sångare.
- 9 september – Jerrold Immel, amerikansk kompositör.
- 27 september – Lars Erstrand, svensk vibrafonist.
- 3 oktober – Steve Reich, amerikansk tonsättare.
- 15 oktober – Kari Rydman, finländsk tonsättare.
- 24 oktober – Bill Wyman, eg. William Perks, basist, medlem i Rolling Stones.
- 31 oktober – Michael Landon, amerikansk skådespelare, regissör och sångare.
- 15 november – Wolf Biermann, tysk vissångare och författare.
- 17 december – Tommy Steele, brittisk sångare.
- 31 december – Siw Malmkvist, svensk sångerska.

## Avlidna
- 21 mars – Aleksandr Glazunov, 70, rysk tonsättare och dirigent.
- 18 april – Ottorino Respighi, 56, italiensk kompositör.
- 31 augusti – Ossian Brofeldt, 67, svensk skådespelare och sångare.

### Fotnoter
1. ↑  ”78:or & film”. http://78-varv.atspace.cc/tono.htm. Läst 3 juni 2011.
2. ↑  20:e århundrades När Var Hur - 1936, Bernt Himmelstedt, Forum, 1999
3. ↑  ”78:or & film”. http://78-varv.atspace.cc/parad.htm. Läst 3 juni 2011.
4. ↑  ”78:or & film”. http://78-varv.atspace.cc/sonorasw.htm. Läst 3 juni 2011.
5. ↑  ”78:or & film”. http://78-varv.atspace.cc/toni.htm. Läst 3 juni 2011.
6. ↑  ”Svensk mediedatabas”. http://smdb.kb.se/catalog/id/000094303. Läst 22 mars 2011.
7. ↑  ”Svensk mediedatabas”. http://smdb.kb.se/catalog/id/000079903. Läst 23 mars 2011.
8. ↑  ”Evert Taubes visböcker med innehåll”. http://www.abc.se/~m8169/taube/taubevis.html. Läst 23 mars 2011.